# Governo de Navarra

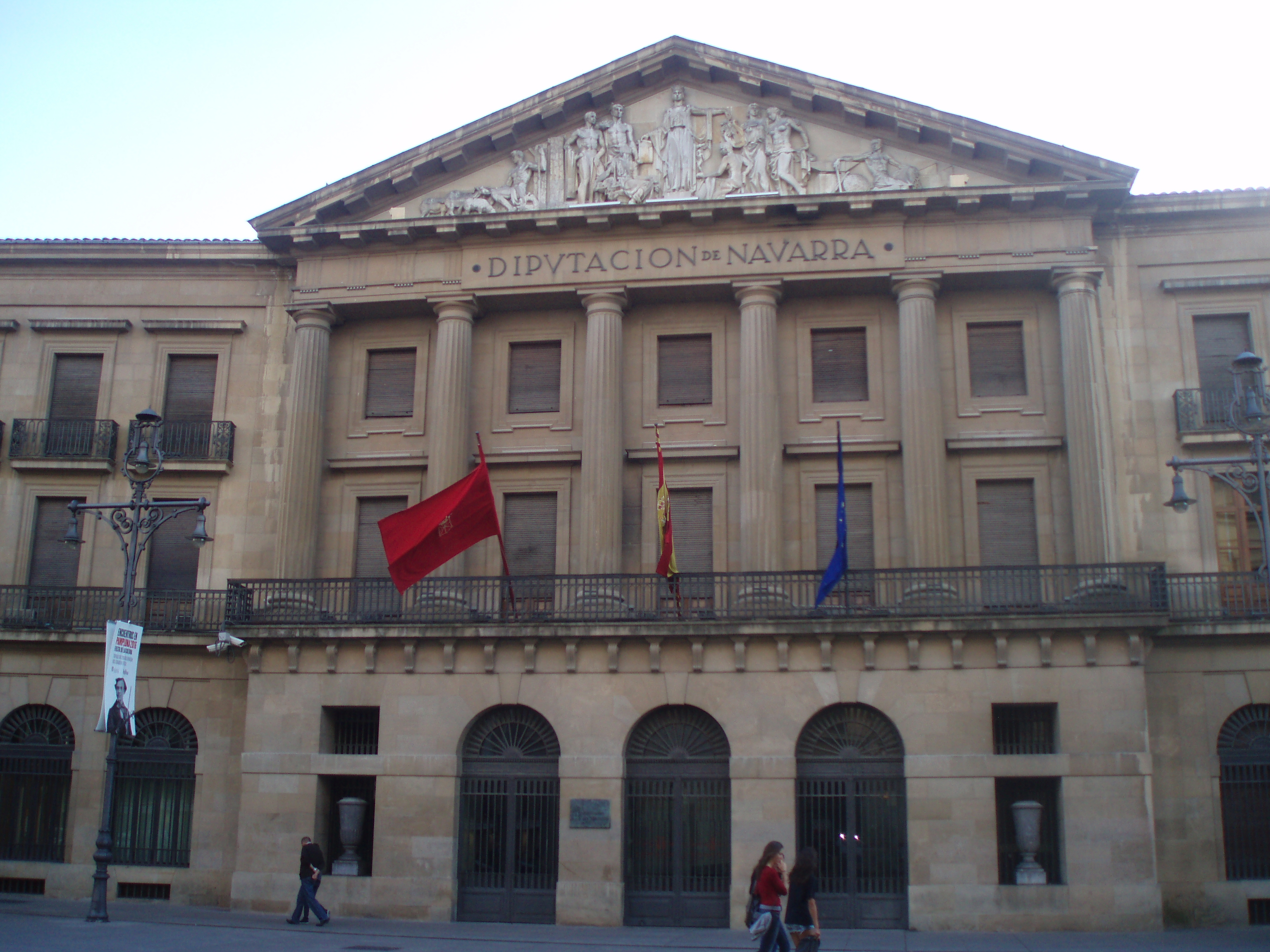
Fachada principal do Palácio de Navarra, em Pamplona, a sede do Governo de Navarra

O Governo de Navarra (em basco: Nafarroako Gobernua) ou Deputação Foral de Navarra (Nafarroako Foru Aldundia) é a instituição de caráter executivo em que se organiza o autogoverno da Comunidade Foral de Navarra. Seus poderes foram regulados em 1982, no documento intitulado Amejoramiento de Navarra.
Apesar da dupla denominação da instituição, é a primeira que se emprega atualmente, e isto permite distingui-la da antiga Deputação Provincial existente desde 1982, que tinha caráter de corporação local, enquanto que a atual tem caráter de órgão executivo. O nome "Deputação Foral de Navarra" é herdado do órgão de governo local que existiu entre 1839 e 1982.
O Amejoramiento é responsável pela função executiva, reguladora e administrativa, e a de velar especialmente pela defesa da integridade do regime foral de Navarra, devendo prestar contas ao Parlamento de Navarra.
A figura do Presidente do Governo de Navarra é eleito pelo Parlamento de Navarra e ostenta a mais alta representação da Comunidade Foral de Navarra e a ordinária do Estado. Porém, pode acabar sendo destituído se o parlamento aprovar uma moção de censura.

## Presidentes do Governo de Navarra
- 1982-1984: Juan Manuel Arza Muñazuri (UCD)
- 1983-1984: Jaime Ignacio del Burgo (UCD)
- 1984-1991: Gabriel Urralburu (PSN-PSOE)
- 1991-1995: Juan Cruz Alli(UPN-PP)
- 1995-1996: Javier Otano (PSN-PSOE)
- 1996-1999: Miguel Sanz (UPN-PP)